# Carcariass
Carcariass est un groupe de death metal mélodique français, originaire de Besançon, en Franche-Comté.

## Biographie
Carcariass est formé en 1994 par Pascal Lanquetin dit "Pascal" (guitare, compositeur), Raphaël Couturier dit "Raph" (chant, basse), Bebert dit "Bebert" (batterie) et Bertrand Walter dit "Le Grand Bebert" (Guitare rythmique, sur la démo "Ancestral War" décédé en 2000). Initialement originaire de Besançon, en France. Le groupe est actuellement composé de membres de nationalités françaises et suisses. Le nom du groupe est un dérivé du nom issu du grec Carcharodon carcharias qui signifie « Grand requin blanc ». Le groupe se popularise grâce à sa chanson To Be With You... in Your Grave incluse dans le CD (sampler) du magazine Metallian. En 1996, le groupe publie un EP cinq titres intitulé Ancestral War. En 1997, le groupe enregistre et sort son premier album studio (neuf titres) intitulé Hell on Earth. En 1998, le groupe signe chez Impacts Records, et enregistre son deuxième album, intitulé Sideral Torment,, enregistré et mixé par Stéphane Kramer au studio Impuls en Belgique (qui a vu entre autres Gojira et Pleymo).
En 2002, le groupe signe chez Adipocere Records et sort l'album Killing Process, qui est enregistré aux studios LB-LAB à Lille, et produit par Stéphane Buriez (Loudblast). À la sortie de Killing Process, une  tournée française est organisée par Adipocere Records avec les groupes du même label : Benighted, Furia, Rain (ex Sybreed) et Alastis. Le groupe participe également à différents concerts et festivals avec la plupart des groupes français de l'époque comme notamment Supuration (maintenant SUP), No Return, Seth, Anorexia Nervosa, Scarve, Recueil Morbide, Kronos, Blockheads, Inhumate, Post Mortem… En 2004, Jérôme Lachenal du groupe suisse Your Own Decay, rejoint le groupe en tant que guitariste rythmique pour les concerts. La même année, le groupe décide de mettre ses deux premiers albums en libre téléchargement sur son site Internet. Le groupe enchaîne des concerts et tournées en Europe de l'Ouest avec des groupes internationaux comme Cradle of Filth, Nostromo, Impaled Nazarene, Alastis et Sadist.
L'album E-Xtinction est enregistré par le groupe dans son studio, et mixé par Stéphane Buriez (Loudblast), puis publié en juin 2009, sur le label Great Dane Records. Fin 2012, afin de répondre à une demande fréquente des fans, le label Great Dane Records décide de remastériser les deux premiers albums du groupe dans un digipack intitulé Hell and Torment incluant des extraits live de leur tournée de 2004, et trois chansons issues de leur premier démo Ancestral War. La couverture du digipack est réalisée par Alexandra V.Bach (Adagio).
À la fin 2015, après quelques années d'absence scénique, le groupe annonce son retour sur scène avec des concerts et festivals prévus en 2016, notamment le Samain Fest le 29 octobre 2016 avec Agressor, Sup (ex-Supuration), le Gohelle Fest le 17 décembre 2016 avec Benighted, Svart Crown et d'autres groupes. En mai 2016, le label Great Dane Records réédite l'album Killing Process en digipack accompagné de bonus, dont la chanson Revenger chantée par Max Otero (chanteur du groupe Mercyless) et la chanson Domination chantée par Fred Buschenrieder (chanteur du groupe de metal suisse Mindwarp),. En avril 2017, pour son 100e numéro, le magazine Metallian édite sur CD une compilation des chansons de Carcariass qui sera distribuée avec le magazine. Le 17 juin 2017, Carcariass se produit au Hellfest, plus gros festival de metal de France, à Clisson, sur la scène Altar devant 10 000 personnes.
Fin 2019, le groupe sort son cinquième album intitulé "Planet Chaos". Jérôme Thomas, du groupe suisse Science Of Disorder, rejoint le groupe en tant que chanteur. L'album est enregistré et mixé au Dowtone Studio à Geneve (Suisse) par DROP (Guitariste de Samael et Sybreed), le mastering est réalisé au Fascination Street Studio en Suède par Jens Bogren (Arch Enemy, Amon Amarth, Symphony X, Sepultura, …). L'album comprend 13 titres dont 6 instrumentaux, pour 69 minutes de musique. L'album est distribué par Great Dane Records (Season of Mist Distr.). Les critiques de l'album "Planet Chaos" sont excellentes, l'album est classé album du mois dans plusieurs magazines nationaux et internationaux (Rock Hard, Banger TV (USA & Canada), …) 
Période 2020 à 2022, Bob rejoint le groupe en tant que guitariste rythmique pour les concerts. Alors que plusieurs concerts et participation à des festivals étaient programmés à la suite de la sortie de l'album Planet Chaos, la totalité des concerts a été annulée à cause de la pandémie de COVID-19.
Le groupe a profité de cette période très calme en concert pour composer et préparer son nouvel album.
le 3 mars 2023, le groupe sort son sixième album intitulé "Afterworld". Comme pour l'album précédent, l'album est enregistré et mixé au Dowtone Studio à Geneve (Suisse) par DROP (Guitariste de Samael et Sybreed), le mastering est réalisé au Fascination Street Studio en Suède par Jens Bogren (Arch Enemy, Amon Amarth, Symphony X, Sepultura, …). L'album comprend 10 titres dont 2 instrumentaux, pour 54 minutes de musique. L'album est distribué par Season of Mist Distr. et par Tunecore.
Juillet 2025 : Remasterisation de l'album "A COLD BLACK DAY".
A propos de cet album : en 2016, avant de reprendre les concerts avec CARCARIASS, Pascal (compositeur guitariste) et Bebert (batteur) se sont aventurés hors des sentiers battus dans un groupe parallèle aux côtés de leurs potes Fred (textes, chant) et Romu (basse). En est sorti un album unique A COLD BLACK DAY. Un album puissant et sans compromis, mixé et masterisé par DROP, guitariste du groupe SAMAEL.
Si la touche CARCARIASS reste reconnaissable, cet album s’en distingue par un son plus brut, plus direct, plus death metal – une facette plus sombre et viscérale du groupe.

En 2025, pour éviter que ce projet unique ne tombe dans l’oubli, le groupe a choisi de lui offrir une nouvelle vie : une version remasterisée de « A Cold Black Day » voit le jour, cette fois sous le nom de CARCARIASS. Pour l’occasion, une nouvelle pochette signée par l’artiste  Headsplit Design vient compléter cette réédition. Cet opus sort à nouveau chez le label ADIPOCERE RECORDS.

"Afterworld" Album sortit en 2023

## Style musical
Malgré son étiquette death metal liée au chant assez grave du chanteur, Carcariass a toujours évolué dans un metal mélodique, regroupant ainsi plusieurs styles de métal comme le heavy metal et le thrash metal. Chaque album possède des morceaux instrumentaux, notamment l'album E-Xtinction, dont la moitié est instrumental. L'album "Planet Chaos" possède également 6 instrumentaux sur les 13 titres de l'album.
Carcariass a eu souvent l’étiquette de groupe de death metal technique, cependant avec l'évolution du métal ces 10 dernières années, l'étiquette du death metal technique s'attribue plus pour les groupes de brutal death metal. Par conséquent, Carcariass s'approche plus d'une étiquette de groupe de death metal progressif, voire de métal progressif si on se réfère uniquement à leurs nombreux morceaux instrumentaux (sans chant death).
Les textes invoqués dans leurs chansons abordent tout type de sujet avec une orientation plutôt pessimiste et futuriste, des textes simples sans aucun engagement politique ni religieux.

## Membres

### Membres actuels
- Pascal Lanquetin - compositeur, guitare solo, guitare rythmique, synthétiseur
- Jérôme Thomas - chant (Album "Planet Chaos" et "Afterworld")
- Raphaël Couturier (dit "Raph") - basse, chant (les 4 premiers albums)
- Bebert ("dit Bebert") - batterie
- Bob - guitare rythmique pour le Live

### Anciens membres
- Bertrand Walter (dit "le Grand Bebert") - guitare rythmique (sur la démo Ancestral War ; décédé en juin 2000)
- Jérôme Lachenal - guitare rythmique (pour les concerts de 2004 ; membre du groupe suisse Your Own Decay)

### Invités
- Stéphane Buriez (du groupe Loudblast) - chant (sur l'album E-Xtinction)
- Max OTERO (du groupe Mercyless) - chant (sur la chanson Revenger en bonus dans la réédition 2016 de l'album Killing Process)
- Fred Buschenrieder (du groupe Mindwarp) - chant (sur la chanson Domination en bonus dans la réédition 2016 de l'album Killing Process) - chant et textes sur l'album A COLD BLACK DAY (sortie en 2016 sous le nom de groupe MINDWARP, et remasterisé en 2025 sous le nom de groupe CARCARIASS)

## Discographie
- 1996 : Ancestral War (démo, quatre chansons)
- 1997 : Hell on Earth
- 1998 : Sideral Torment
- 2002 : Killing Process
- 2009 : E-Xtinction
- 2012 : Hell and Torment (Versions Re-masterisées des albums Hell On Earth et Sideral Torment et de la démo Ancestral War)
- 2017: "Best Of Metallian" (ça n'est pas un album) Compilation des meilleurs morceaux de Carcariass distribuée par le Magazine Metallian pour son N°100
- 2019 : Planet Chaos
- 2023 : Afterworld
- 2025 : A Cold Black Day (Sorti en 2016 sous un autre nom de groupe, Remasterisé en 2025 sous le nom CARCARIASS)

## Distribution & Labels
1994 à 1996 : AUTO-PRODUCTION
1997 à 2000 : IMPACTS RECORDS SWITZERLAND
2001 à 2007 : ADIPOCERE RECORDS
2008 à 2021 : GREAT DANE RECORDS 
2023 à 2024 : SEASON OF MIST DISTRIBUTION & TUNECORE
2025 à Aujourd'hui : ADIPOCERE RECORDS & TUNECORE